# Ion Munteanu
Ion Munteanu (Buria, 7 giugno 1955 – Bucarest, 24 marzo 2006) è stato un calciatore romeno.

## Biografia
Nato nel 1955, il 24 marzo 2006 è deceduto a causa di una cirrosi.

## Carriera

### Club
Prodotto del centro Steaua 23 August, ha disputato la maggior parte della sua carriera nello Sportul Studențesc, in cui ha militato dal 1978 al 1988.

### Nazionale
Vanta 23 presenze con la Romania, con cui ha esordito il 14 ottobre 1979 nell'amichevole persa 3-1 contro l'Unione Sovietica.

## Statistiche

### Cronologia presenze e reti in nazionale
| Cronologia completa delle presenze e delle reti in nazionale ― Romania | Cronologia completa delle presenze e delle reti in nazionale ― Romania | Cronologia completa delle presenze e delle reti in nazionale ― Romania | Cronologia completa delle presenze e delle reti in nazionale ― Romania | Cronologia completa delle presenze e delle reti in nazionale ― Romania | Cronologia completa delle presenze e delle reti in nazionale ― Romania | Cronologia completa delle presenze e delle reti in nazionale ― Romania | Cronologia completa delle presenze e delle reti in nazionale ― Romania |
| Data                                                                   | Città                                                                  | In casa                                                                | Risultato                                                              | Ospiti                                                                 | Competizione                                                           | Reti                                                                   | Note                                                                   |
| ---------------------------------------------------------------------- | ---------------------------------------------------------------------- | ---------------------------------------------------------------------- | ---------------------------------------------------------------------- | ---------------------------------------------------------------------- | ---------------------------------------------------------------------- | ---------------------------------------------------------------------- | ---------------------------------------------------------------------- |
| 14-10-1979                                                             | Mosca                                                                  | Unione Sovietica                                                       | 3 – 1                                                                  | Romania                                                                | Amichevole                                                             | -                                                                      |                                                                        |
| 31-10-1979                                                             | Kosovska Mitrovica                                                     | Jugoslavia                                                             | 2 – 1                                                                  | Romania                                                                | Qual. Euro 1980                                                        | -                                                                      |                                                                        |
| 18-11-1979                                                             | Bucarest                                                               | Romania                                                                | 2 – 0                                                                  | Cipro                                                                  | Qual. Euro 1980                                                        | -                                                                      |                                                                        |
| 16-2-1980                                                              | Napoli                                                                 | Italia                                                                 | 2 – 1                                                                  | Romania                                                                | Amichevole                                                             | -                                                                      |                                                                        |
| 30-3-1980                                                              | Belgrado                                                               | Jugoslavia                                                             | 2 – 0                                                                  | Romania                                                                | Coppa dei Balcani 1977-1980 - Finale                                   | -                                                                      |                                                                        |
| 2-4-1980                                                               | Bucarest                                                               | Romania                                                                | 2 – 2                                                                  | Germania Est                                                           | Amichevole                                                             | -                                                                      |                                                                        |
| 18-5-1980                                                              | Brno                                                                   | Cecoslovacchia                                                         | 2 – 1                                                                  | Romania                                                                | Amichevole                                                             | -                                                                      |                                                                        |
| 6-6-1980                                                               | Bruxelles                                                              | Belgio                                                                 | 2 – 1                                                                  | Romania                                                                | Amichevole                                                             | -                                                                      |                                                                        |
| 27-8-1980                                                              | Belgrado                                                               | Romania                                                                | 4 – 1                                                                  | Jugoslavia                                                             | Coppa dei Balcani 1977-1980 - Finale                                   | -                                                                      |                                                                        |
| 10-9-1980                                                              | Varna                                                                  | Bulgaria                                                               | 1 – 2                                                                  | Romania                                                                | Amichevole                                                             | -                                                                      |                                                                        |
| 24-9-1980                                                              | Oslo                                                                   | Norvegia                                                               | 1 – 1                                                                  | Romania                                                                | Qual. Mondiali 1982                                                    | -                                                                      |                                                                        |
| 15-10-1980                                                             | Bucarest                                                               | Romania                                                                | 2 – 1                                                                  | Inghilterra                                                            | Qual. Mondiali 1982                                                    | -                                                                      |                                                                        |
| 25-3-1981                                                              | Bucarest                                                               | Romania                                                                | 2 – 0                                                                  | Polonia                                                                | Amichevole                                                             | -                                                                      |                                                                        |
| 29-4-1981                                                              | Londra                                                                 | Inghilterra                                                            | 0 – 0                                                                  | Romania                                                                | Qual. Mondiali 1982                                                    | -                                                                      |                                                                        |
| 13-5-1981                                                              | Budapest                                                               | Ungheria                                                               | 1 – 0                                                                  | Romania                                                                | Qual. Mondiali 1982                                                    | -                                                                      |                                                                        |
| 3-6-1981                                                               | Bucarest                                                               | Romania                                                                | 1 – 0                                                                  | Norvegia                                                               | Qual. Mondiali 1982                                                    | -                                                                      |                                                                        |
| 9-9-1981                                                               | Bucarest                                                               | Romania                                                                | 1 – 2                                                                  | Bulgaria                                                               | Amichevole                                                             | -                                                                      | 71’                                                                    |
| 23-9-1981                                                              | Bucarest                                                               | Romania                                                                | 0 – 0                                                                  | Ungheria                                                               | Qual. Mondiali 1982                                                    | -                                                                      |                                                                        |
| 10-10-1981                                                             | Bucarest                                                               | Romania                                                                | 1 – 2                                                                  | Svizzera                                                               | Qual. Mondiali 1982                                                    | -                                                                      | 52’                                                                    |
| 29-1-1983                                                              | Istanbul                                                               | Turchia                                                                | 1 – 1                                                                  | Romania                                                                | Amichevole                                                             | -                                                                      |                                                                        |
| 9-3-1983                                                               | Târgu Mureș                                                            | Romania                                                                | 3 – 1                                                                  | Turchia                                                                | Amichevole                                                             | -                                                                      | 64’                                                                    |
| 1-6-1983                                                               | Sarajevo                                                               | Jugoslavia                                                             | 2 – 1                                                                  | Romania                                                                | Amichevole                                                             | -                                                                      | 72’                                                                    |
| 21-11-1984                                                             | Petah Tikva                                                            | Israele                                                                | 1 – 1                                                                  | Romania                                                                | Amichevole                                                             | -                                                                      |                                                                        |
| Totale                                                                 |                                                                        | Presenze                                                               | 23                                                                     |                                                                        | Reti                                                                   | 0                                                                      |                                                                        |